# Żmudź
Żmudź este o arie protejată (sit de importanță comunitară — SCI) din Polonia întinsă pe o suprafață de 44,13 ha, integral pe uscat.

## Localizare
Centrul sitului Żmudź este situat la coordonatele 51°00′23″N 23°40′18″E / 51.0065°N 23.6716°E.

## Înființare
Situl Żmudź a fost declarat sit de importanță comunitară în octombrie 2009 pentru a proteja 2 specii de plante.

## Biodiversitate
Situată în ecoregiunea continentală, aria protejată conține 2 habitate naturale: Formațiuni de Juniperus communis pe lande sau pajiști calcaroase, Pajiști uscate seminaturale și facies de acoperire cu tufișuri pe substraturi calcaroase (Festuco-Brometalia) (* situri importante pentru orhidee).
La baza desemnării sitului se află mai multe specii protejate de  plante (2): Carlina onopordifolia, papucul doamnei (Cypripedium calceolus).